# Маріон Тауншип (округ Беркс, Пенсільванія)
Маріон Тауншип (англ. Marion Township) — селище (англ. township) в США, в окрузі Беркс штату Пенсільванія. Населення — 1833 особи (2020).

## Демографія
Згідно з переписом 2010 року, у селищі мешкало 1688 осіб у 654 домогосподарствах у складі 496 родин. Було 689 помешкань
Расовий склад населення:
| - 97,5 % — білих - 0,5 % — чорних або афроамериканців - 0,2 % — азіатів |

До двох чи більше рас належало 1,0 %. Частка іспаномовних становила 2,0 % від усіх жителів.
За віковим діапазоном населення розподілялося таким чином: 21,8 % — особи молодші 18 років, 60,1 % — особи у віці 18—64 років, 18,1 % — особи у віці 65 років та старші. Медіана віку мешканця становила 45,5 року. На 100 осіб жіночої статі у селищі припадало 107,4 чоловіків;  на 100 жінок у віці від 18 років та старших — 100,3 чоловіків також старших 18 років.
Середній дохід на одне домашнє господарство  становив 75 583 долари США (медіана — 63 864), а середній дохід на одну сім'ю — 88 381 долар (медіана — 76 023). Медіана доходів становила 50 078 доларів для чоловіків та 32 609 доларів для жінок. За межею бідності перебувало 12,9 % осіб, у тому числі 23,7 % дітей у віці до 18 років та 3,8 % осіб у віці 65 років та старших.
Цивільне працевлаштоване населення становило 846 осіб. Основні галузі зайнятості: освіта, охорона здоров'я та соціальна допомога — 24,8 %, виробництво — 17,1 %, роздрібна торгівля — 15,0 %.